# Kidara I
Pour les articles homonymes, voir Kidara (homonymes).
Kidara I (Brahmi : , translittération : Ki-da-ra), dont le floruit est de 350 à 390. Il est un important dirigeant du royaume kidarite des Huns rouges, qui remplace alors les Indo-Sassanides, au Nord-Ouest de l'actuelle Inde et Est de l'actuel Pakistan, sur les territoires du Kushanshahr (en), Gandhara, Cachemire et Punjab.
Il fait suite à Kidara, le fondateur de la dynastie, et Peroz.